# Idea Bank (Polonia)
Idea Bank este o bancă din Polonia, fondată în 1991, parte a grupului Getin Holding, listat la Warsaw Stock Exchange MWIG 40 index.

## Informații generale
În luna aprilie 2015 Idea Bank Polonia a lansat primul ATM mobil odată cu lansarea unei flote de automobile echipate cu ATM-uri, care pot fi solicitate printr-o aplicație de smartphone, fără costuri suplimentare. Banca a echipat patru mașini electrice BMW i3 cu ATM-uri de depozitare numerar built-in, care pot fi solicitate de IMM-uri /antreprenori, utilizând aplicația de smartphone Ideea Collection Money Bank.
Acest concept a apărut în urma unui studiu  efectuat de Idea Bank, din care a reieșit faptul că unul din trei proprietarii de afaceri folosesc doar tranzacțiile cu numerar și diferite metode de plata. Studiul arată că 80% dintre antreprenori livrează banii cash, iar aproape 40% dintre ei o fac seară, pe întuneric, după închiderea programului de lucru.